# 괴물들이 사는 나라 (영화)
괴물들이 사는 나라(Where the Wild Things Are)는 2009년 개봉한 미국의 영화로, 모리스 센댁의 동명의 그림책을 스파이크 존즈 감독에 의해 실사 영화화한 작품이다.

## 출연
- 맥스 레코즈 - 맥스
- 캐서린 키너 - 코니
- 마크 러펄로 - 에이드리언

## 피코몽에서 나오는 캐릭터
- 히라타 히로미 - 홍우석
- 후지타 토시코 - 할리
- 마츠오카 유키 - 안나
- 타카하시 치아키 - 고수미
- 히라타 히로아키 - 김도섭
- 미나세 이노리 - 홍선아
- 이시하라 카오리 - 카데나
- 타카모리 나츠미 에밀리